# 青森県医師会
公益社団法人青森県医師会（こうえきしゃだんほうじんあおもりけんいしかい、英称 Aomori Medical Association）は、青森県知事認定の青森県の医師を会員とする公益社団法人。

## 本部所在地
- 〒030-0801 青森県青森市新町2-8-21[1]

## 郡市医師会
※2024年10月時点
- 青森市医師会 〒030-0821 青森市勝田1－16－16
- 弘前市医師会 〒036-8045 弘前市野田2－7－1
- 八戸市医師会 〒031-0804 八戸市田向3-6－20
- 上十三医師会 〒034-0093 十和田市西十二番町１４−８ さわらび会館内
- むつ下北医師会 〒035-0031 むつ市柳町1－7-33
- 西北五医師会 〒037-0045 五所川原市新町33－1 五所川原市保健センター内
- 南黒医師会 〒036-0353 黒石市乙大工町3-1　南地方教育会館3階
- 弘前大学医師会 〒036-8203 弘前市本町53 弘前大学医学部附属病院総務課庶務係内

### かつて存在した郡医師会
- 西津軽郡医師会 〒038-3301 つがる市富萢町山里1-1 ファミリークリニック希望内[2]
- 三戸郡医師会 〒039-0105 三戸郡南部町沖田面字千刈45 南部町保健福祉センター内（2011年に八戸市医師会と合併[3]）